# Каплуненко Юрій Володимирович
Каплуненко Юрій Володимирович (нар. 5 липня 1975, Київ) — український підприємець, медіабізнесмен, засновник каналу UBR (Ukrainian Business Research). Один з перших у сфері ділового телепродакшну на території України. Нині керує комунікаційним агентством GRP (Great Practice) [Архівовано 6 травня 2013 у Wayback Machine.].

## Біографія
Юрій Каплуненко народився 5 липня 1975 року в місті Києві. Його батько Володимир Георгієвич — доктор наук, а мати Олена Федорівна — заслужена журналістка України, телережисер.
1981—1991 — навчався в Київській гімназії № 86.
В 1991 році поступив в Київський автодорожній інститут, де провчився 3 роки.
1997—2002 — студент Київського інституту Міністерства внутрішніх справ України. По завершенні
вищого навчального закладу отримав спеціальність «Правознавство».
2004—2008 проходив навчання за спеціальністю «Менеджмент організацій» в Києво-Могилянській академії. Паралельно з цим пройшов магістерську програму бізнес — адміністрування для управлінців (MBA) в Києво-Могилянській бізнес-школі.

## Підприємницька діяльність
У 1997 році починає працювати продюсером ТРК «Гравіс».
У 2001 році заснував ES Group і запустив бізнес-канал UBR (Ukrainian Business Research), який займався виробництвом бізнес-контенту. Пізніше був запущений Інтернет-портал ubr.ua [Архівовано 25 березня 2022 у Wayback Machine.]
У 2013 році заснував комунікаційне агентство GRP (Great Practice) [Архівовано 6 травня 2013 у Wayback Machine.].
Його бізнес-структури співпрацювали і продовжують роботу з центральними українськими телеканалами та іншими провідними ЗМІ. Зокрема медіа підрозділу ES Group виробляли наступні ділові телепрограми: «Діловий світ» для Першого національного, «Ера бізнесу» для ТРК «Ера», «Ділові факти» для ICTV, «Ціна питання» для НТН, «Бізнес плюс»
для СТБ та інші. Також комунікаційна група ESG здійснювала медіа підтримку проектів Українського союзу промисловців і підприємців (УСПП), головою якого є Кінах Анатолій Кирилович; Українських залізниць (УЗ), з часів правління міністерством транспорту Кірпою Г. М.. Зокрема, була створена програма «Магістраль» та «Дорогами України», які виходили в ефір Першого національного телеканалу України.

## Сім'я
Юрій Каплуненко одружений та має трьох доньок.